# 官场公文体
官场公文体（英語：officialese），或公文用語，通俗說法有“官腔、官方語、官僚語、政府語”等，是政府機構所使用文體。
其行文結構為复杂、高深、不易理解且相当正式的語言，使用對象主要為政府官员。官场公文体的特點是多用主動語態，更喜歡冗長的句子、複雜的單詞以及過度詳細陳訴句，並且不使用時髦術語及简单的表达方式，行文整體模糊而不是直接；描述可能会华而不实、带有官僚主义的思想，然而，上述其中一些元素可能因不同的地區、時間和語言而異。
官场公文体可以追溯一個政体的歷史，人類文明開始既存在官场公文体。

## 外部來源
- J Renkema, On functional and computational LSP analysis: the example of officialese 的存檔，存档日期2013-10-23.
- More about Gobbledygook, Rudolf FleschPublic Administration Review Vol. 5, No. 3  (Summer, 1945), pp. 240–244,  https://www.jstor.org/stable/973061 （页面存档备份，存于）